# Африканская энциклопедия
Африканская энциклопедия или сокращённо Африкана (нем. Encyclopedia Africana или нем. Africana) — научно-популярное издание представляющее собой систематизированный свод знаний по истории Африки и африканской диаспоры.
Инициатором создания энциклопедии стал афроамериканский общественный деятель, панафриканист, социолог и историк Уильям Эдуард Бёркхардт Дюбуа, который назвал свою концепцию «беззастенчиво афроцентричной».
У. Э. Б. Дюбуа представил идею создания Африканской энциклопедии в 1909 году и привлек многих африканских исследователей, в том числе директора Лейпцигского этнологического музея Иоганна Конрада Карла Вейле, в качестве членов попечительского совета, но в конечном итоге ему не удалось собрать необходимые средства, нужные для публикации.
Примерно пол века спустя, после обретения Ганой независимости, первый президент страны Кваме Нкрума попросил Дюбуа и его жену, магистра Лолу Ширли Грэм, возобновить проект «Африкана», пообещав оказать необходимую финансовую помощь. В начале 1970-х годов супруги с большим энтузиазмом взялись за работу над энциклопедией, но 27 августа 1963 года в столице Ганы У. Э. Б. Дюбуа умер и проект снова «заморозили».
Прошло ещё три десятилетия, прежде чем работа над проектом была возобновлена и, наконец, в 1999 году вышло Первое однотомное издание «Африканской энциклопедии». Тематически «Африкана» была разделена на три части, каждая из которых включает статьи на афро-американскую, афро-латиноамериканскую и африканистскую тематику.
В 2005 году увидело свет Второе издание «Африканской энциклопедии» в пяти томах, под редакцией Генри Луи Гейтса (младшего) и Кваме Энтони Аппиа, которое содержит 3500 ключевых слов. «Энциклопедия Африки», размещённая в Интернете Гейтсом и Аппиа в «Oxford Reference», содержит около 1300 ключевых слов и по существу состоит из избранных статей вышеназванного печатного издания.